# Amyema artensis
Amyema artensis là một loài thực vật có hoa trong họ Loranthaceae. Loài này được (Montrouz.) Danser mô tả khoa học đầu tiên năm 1929.